# ツイスト&シャウト
『ツイスト&シャウト』（丁: Tro, håb og kærlighed）は、1984年のデンマーク映画。
ビレ・アウグストが1960年代のデンマークを舞台に少年の恋と家庭環境の悩みと挫折を描いた青春映画。『子供たちの城』のビヨンの高校生時代を描いており、続編的映画とも言える。

## キャスト
- ビヨン - アダム・トンスバーク
- エリック - ラース・シモンセン
- アンナ - カミラ・ソエバーグ
- キアステン - ウルリケ・ボンド

## ストーリー
舞台は1963年のコペンハーゲン。ティーンエイジャーのビヨンとエリックはそれぞれ女の子と出会う。ビヨンはバンド演奏中にフロアに居たアンナと恋仲に、エリックは同級生のキアステンに恋心を抱くが、キアステンが好意を抱いているのはエリックではなくビヨン。
エリックには厳格すぎる父と精神を患っている母親が居りそれが彼の生活にも暗い影を落とす。一方ビヨンもアンナの妊娠が発覚、楽しかった日々が一変してしまう。それぞれ窮地に陥ったエリックとビヨン。トラックの荷台に乗り街から出る二人。